# (3307) Athabasca
(3307) Athabasca (2003 WM33; 1981 DE1; 1977 AS) ist ein ungefähr dreieinhalb Kilometer großer Asteroid des inneren Hauptgürtels, der am 28. Februar 1981 vom US-amerikanischen Astronomen Schelte John Bus (* 1956) am Siding-Spring-Observatorium in der Nähe von Coonabarabran, New South Wales in Australien (IAU-Code 260) entdeckt wurde.

## Benennung
(3307) Athabasca wurde nach den Athabasken, einer Band mehrerer Stämme von Indianern Nordamerikas benannt. Diese Ureinwohner Amerikas siedelten ursprünglich in der subarktischen Region, die heute Teil von Nordwestkanada und Zentralalaska ist. Die Athabasken, die als Jäger und Sammler leben, bilden eine vielfältige Gruppe, deren Einfluss sich vor etwa tausend Jahren bis in den Südwesten der heutigen Vereinigten Staaten ausbreitete. Sie sind die Vorfahren der Navajo, nach denen der Asteroid (3688) Navajo benannt ist, und der Apachen. Die Benennung wurde vom Astronomen James Jay Klavetter vorgeschlagen, er bereitete auch das Zitat vor.